# Rivera (departement)
Rivera is een departement in het noordoosten van Uruguay, grenzend aan Brazilië. De hoofdstad van het departement is de gelijknamige stad Rivera.
Het departement heeft een oppervlakte van 9.370 km² en heeft 103.493 inwoners (2011). Rivera ontstond in 1884, toen het werd afgesplitst van Tacuarembó.
Inwoners van Rivera worden riverenses genoemd in het Spaans.